# Jochen Haug

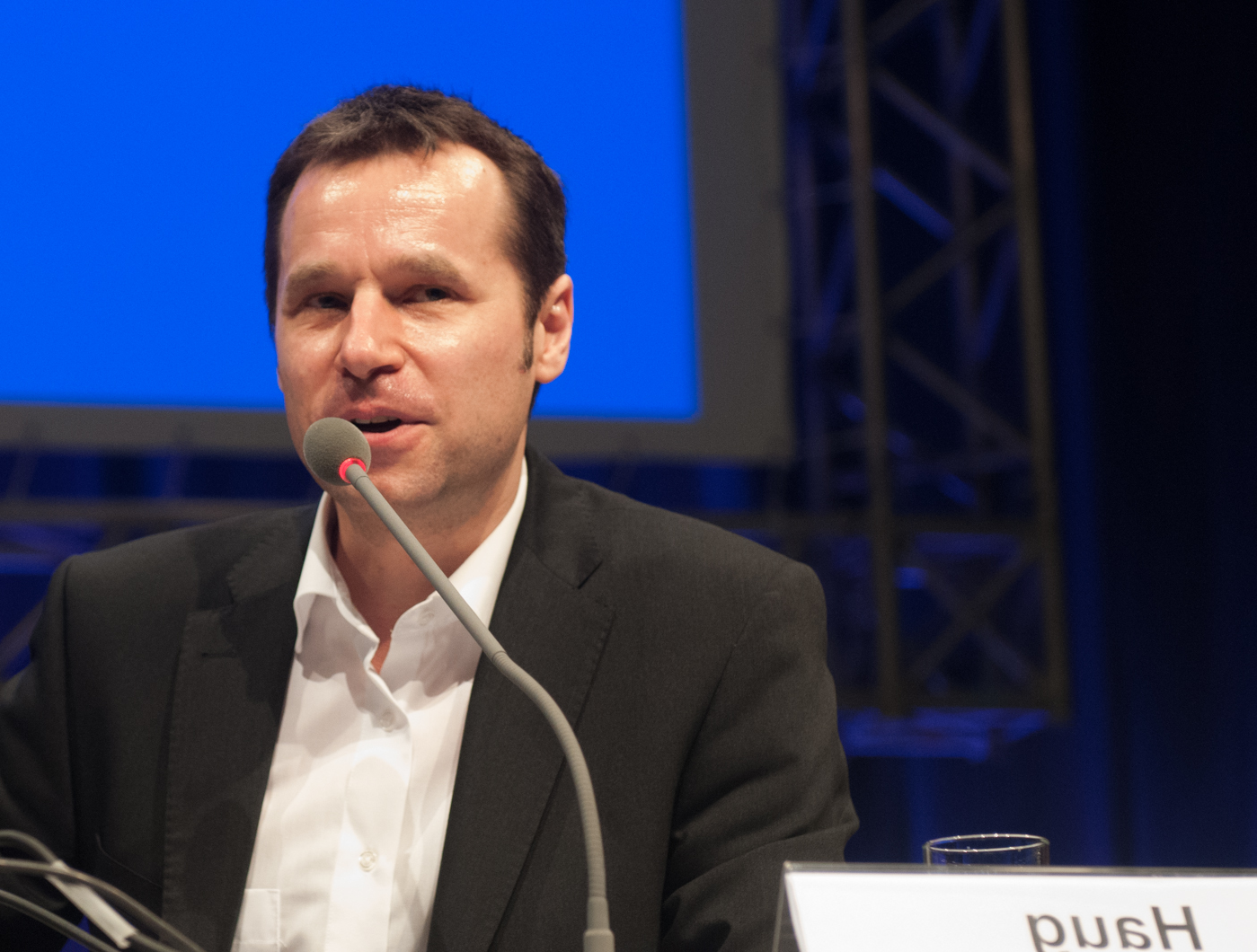
Jochen Haug (2015)

Jochen Haug (* 11. Januar 1973 in Aulendorf) ist ein deutscher Jurist und Politiker (AfD) und Mitglied des Deutschen Bundestages.

## Leben
Haug ist ehemaliges Mitglied der CDU. Er ist Rechtsanwalt in Köln.
Von 2014 bis 2017 war Haug Mitglied des Stadtrats von Köln. Seit 2015 ist er stellvertretender Sprecher der AfD Nordrhein-Westfalen.
Bei der Bundestagswahl 2017 wurde Haug auf Platz 2 der Landesliste gesetzt und zog über diese in den Bundestag ein. Seit Dezember 2019 ist er Beisitzer im AfD-Bundesvorstand. Politisch setzt er sich vor allem für Volksentscheide und mehr direkte Demokratie ein.

## Abgeordneter
Im Bundestag ist Haug stellvertretender Vorsitzender des Ausschusses für Inneres und Heimat. Zudem gehört er als stellvertretendes Mitglied dem Ausschuss für Recht und Verbraucherschutz, dem Wahlprüfungsausschuss, sowie dem Kuratorium der Bundeszentrale für politische Bildung an.